# امیلی سیبوهم
امیلی سیبوهم (به انگلیسی: Emily Seebohm) (زادهٔ ۵ ژوئن ۱۹۹۲) شناگر اهل استرالیا است.